# 日本三霊山
本項では、日本三霊山と日本三大霊山について解説する。
日本三霊山（にほんさんれいざん）とは、古より山岳信仰の盛んな日本において、霊山の三大として富士山・白山・立山を束ねた名数である。略して三霊山とも呼ばれる。
また、これとは別に日本三大霊山（にほんさんだいれいざん）という名数も存在し、こちらでは、富士山に、白山、立山を加えて御嶽山（長野県の御嶽山）のいずれかを挙げて三大としている。他にも栃木県の岩船山を日本三大霊山の1つに入れることもある。さらにはまた別に、日本三大霊山は、恐山・比叡山・高野山の3霊山を束ねた名数とする例も見られる（これは、恐山・白山・立山を束ねた日本三大霊場、および、恐山・川原毛地獄・立山を束ねた日本三大霊地、比叡山、高野山、身延山を束ねた日本仏教三大霊山とは別ものである）。

## 日本三霊山の一覧

### 富士山
静岡県（富士宮市、裾野市、富士市、御殿場市、小山町）と山梨県（富士吉田市、鳴沢村）に跨る独立峰。標高3,776 mの日本最高峰（cf.　国別の最高地点一覧）。成層火山。浅間信仰の対象であり、山頂には富士山本宮浅間大社の奥宮がある。富士講のある地域では、裾野が富士山に似ている山を富士山に見立てて、山頂に浅間神社が建立されていることが多い。
日本三霊山に限らず、その他の多くの霊山・名山の括りでも筆頭に挙げられている。

### 白山
石川県（白山市）と岐阜県（白川村）に跨る山で、両白山地の最高峰。標高2,702 m。白山信仰の対象で、山頂には白山比咩神社の奥宮があり、日本の各地に白山神社がある。
日本三霊山・日本三大霊山・日本七霊山・日本三名山に挙げられる一方、日本四名山には挙げられていない。日本三大霊山では、白山ではなく御嶽山（長野県の御嶽山）を挙げる場合がある。

### 立山
富山県南東部にある飛騨山脈北部の群峰、雄大な山塊（立山連峰、及び、後立山連峰）。立山本峰にて、雄山（主峰:標高3,003 m）、大汝山（最高峰:標高3,015 m）、富士ノ折立（標高2,999 m）等を頂点とした峰を連ね、立山三山(浄土山、同雄山、別山)を中心に連山連峰の群峰が広がる山塊。山塊を立山信仰の対象とし立体的な立山曼荼羅を体現している。須弥山を表す。立山本峰の雄山には雄山神社の峰本社がある。

日本三霊山・日本三大霊山・日本七霊山・日本三名山・日本四名山に挙げられる。日本三大霊山では、立山ではなく御嶽山（長野県の御嶽山）を挙げる場合がある。

## 日本三大霊山の一覧

### 日本三大霊山（第1義）の一覧

#### 富士山・白山・立山
上記を参照